# Kedaleman (Cibeber)
Kedaleman is een bestuurslaag in het regentschap Cilegon van de provincie Banten, Indonesië. Kedaleman telt 8245 inwoners (volkstelling 2010).